# André Buffière
Pierre André Marcel Buffière (Vion, 12 novembre 1922 – Lione, 2 ottobre 2014) è stato un cestista e allenatore di pallacanestro francese.

## Carriera
Con la Francia ha disputato i Giochi olimpici di Londra 1948, vincendo la medaglia d'argento.

## Palmarès

### Giocatore
- Campionato francese: 4

ESSMG Lione: 1945-46
UA Marsiglia: 1947-48
ASVEL: 1948-49, 1949-50

### Allenatore
- Campionato francese: 7

ASVEL: 1948-49, 1949-50, 1951-52, 1954-55, 1974-75, 1976-77
CSP Limoges: 1982-83
- Coppa di Francia: 1

ASVEL: 1953
- Coppa Korać: 2

CSP Limoges: 1981-82, 1982-83